# Іжевський міський округ
Іже́вський міський округ (рос. Ижевский городской округ) — міський округ у складі Удмуртської Республіки. Адміністративний центр та єдиний населений пункт — місто Іжевськ.

## Населення
Населенні — 646468 осіб (2021; 627734 в 2010, 632140 у 2002).